# Маргарет Питърсън Хадикс
Маргарет Питърсън Хадикс (на английски: Margaret Peterson Haddix) е американска писателка, авторка на бестселъри в жанровете фентъзи, детска литература и приключенски роман.

## Биография и творчество
Родена е на 9 април 1964 г. във Вашингтон Кортхаус, Охайо, САЩ, в семейството на земеделски производител и медицинска сестра. Има двама братя и сестра. Израства във ферма близо до Сабина, Охайо. Завършва Университета „Маями“ в Окфорд, Охайо, с диплома по журналистика, творческо писане и история. В колежа работи в университетския вестник и прекарва една година специализация в Люксембург.
След дипломирането си в периода 1986 – 1987 г. е редактор във вестник във Форт Уейн, в периода 1987 – 1991 г. е репортер в „Индианаполис Нюз“ в Индианаполис, а през периода 1991 – 1993 г. е инструктор в колежа в Данвил.
Първият ѝ роман „Running Out of Time“ е публикуван през 1995 г. Той става бестселър и получава награда за юношеска литература.
Пише предимно детско-юношеска фентъзи литература.
През 2010 г. участва с романа „В тунела“ в поредицата бестселъри „39 ключа“.
Маргарет Питърсън Хадикс живее със семейството си в Кълъмбъс, Охайо.

## Произведения

### Самостоятелни романи
- Running Out of Time (1995)
- Don't You Dare Read This, Mrs. Dunphrey (1996)
- Leaving Fishers (1997)
- Turnabout (2000)
- The Girl With 500 Middle Names (2001)
- Takeoffs and Landings (2001)
- Because of Anya (2002)
- Escape From Memory (2003)
- Say What (2004)
- The House on the Gulf (2004)
- Double Identity (2005)
- Dexter the Tough (2007)
- Uprising (2007)
- Claim to Fame (2009)
- The Always War (2011)
- Game Changer (2012)
- Full Ride (2013)

### Серия „Деца на сенките“ (Shadow Children)
1. Among the Hidden (1998)
2. Among the Impostors (2001)
3. Among the Betrayed (2002)
4. Among the Barons (2003)
5. Among the Brave (2004)
6. Among The Enemy (2005)
7. Among the Free (2006)

### Серия „Дворцови летописи“ (Palace Chronicles)
1. Just Ella (1999)
2. Palace of Mirrors (2008)
3. Palace of Lies (2015)

### Серия „Изчезнали“ (Missing)
1. Found (2008)
2. Sent (2009)
3. Sabotaged (2010)
4. Torn (2011)
5. Caught (2012)
6. Risked (2013)
7. Revealed (2014)
8. Redeemed (2015)
9. Sought (2013)
10. Rescued (2014)

### Серия „Под тяхната кожа“ (Under Their Skin)
1. Under Their Skin (2016)

### Общи серии с други писатели
Серия „39 ключа“ (39 Clues)
10. Into The Gauntlet (2010)
В тунела, изд.: Егмонт България, София (2012), прев. Емилия Л. Масларова
в серията има още 9 романа от други автори

### Новели
- Thad, the Ghost, and Me (2011)